# Патрик Еррас
Патрик Еррас (нім. Patrick Erras, нар. 21 січня 1995, Амберг, Німеччина) — німецький футболіст, опорний півзахисник клубу «Гольштайн».

## Ігрова кар'єра

### Клубна
З 2007 року Патрик Еррас займався футболом в академії клубу «Нюрнберг» і грав у складі молодіжної команди. У 2014 році  футболіста було переведено до другої команди, яка грає у Регіональній лізі.
У вересні 2-15 року Еррас вперше потрапив до заявки основного складу на матч Другої Бундесліги. А першу гру на дорослому рівні футболіст провів через місяць - у жовтні того року. У 2016 році Еррас підписав новий контракт з клубом. Але невдовзі через травму коліна змушений був майже рік залишатися поза грою. Після повернення до команди, у сезоні 2017/18 Еррас допоміг команді посісти друге місце і підвищитися до Бундесліги. Свою першу гру на вищому рівні Еррас провів у серпні 2018 року.
Після того, як «Нюрнберг» після ж першого сезону вилетів назад до Другої Бундесліги, Еррас на правах вільного агента перейшов до клубу Бундесліги «Вердер», з яким підписав трирічний контракт. Але заграти в основі «Вердера» Еррас так і не зумів, провівши лише чотири матчі за сезон і через рік він знову повернувся до Другої Бундесліги. Футболіст приєднався до клубу «Гольштайн». У липні 2021 року футболіст підписав з клубом контракт на три роки.